# Alone (film 2020 Hyams)
Alone è un film del 2020 diretto da John Hyams. 
Film thriller statunitense sceneggiato da Mattias Olsson, con protagonista Jules Willcox nei panni di una giovane donna che cerca disperatamente di sfuggire a uno stalker omicida interpretato da Marc Menchaca.
Prodotto dalla Magnet Releasing e uscito negli USA il 18 settembre 2020, è un remake di Gone, un film svedese di Mattias Olsson e Henrik JP Åkesson uscito nel 2011 (originariamente intitolato Försvunnen).

## Trama
Jessica, nel disperato tentativo di far fronte al dolore dovuto alla recente perdita del marito, fa le valigie e lascia Portland per un road trip di quattro giorni, stabilendosi in un'altra regione per ricominciare. Durante il suo viaggio, nota di essere seguita da vicino da un autista inquietante nel suo 4x4, che le aveva ostacolato un sorpasso accelerando. Durante una sosta a una stazione di servizio, si spaventa quando lo sconosciuto le si avvicina. Sempre più terrorizzata, pensa di essere perseguitata da lui, fino a quando non incrocia la sua strada su un piccolo sentiero dove finge un guasto alla macchina per chiedere il suo aiuto, poi lo incontra di nuovo quando va a dormire in un piccolo motel. Alla fine, mentre cerca di scacciarlo, perde il controllo e si ritrova immobilizzata sul ciglio della strada dopo essere stata costretta a fermarsi a causa della foratura di uno pneumatico del carrello appendice. L'uomo poco dopo arriva e aggredisce la donna stordendola.
Jessica si sveglia e si ritrova rinchiusa in una stanza vuota, con le sbarre alla finestra, seminterrata, in un casolare nel bosco. Il maniaco, Sam, la costringe a raccontargli cosa è successo a suo marito e Jessica gli risponde che si è suicidato usando una pistola. La mattina dopo sente l'uomo che se ne va e nota che la chiave è ancora infilata nel buco della serratura. Fa scivolare il maglione sotto la porta e usa un chiodo vagante per estrarre la chiave. Si libera e si nasconde in un armadio al piano di sopra quando il rapitore torna. Lo sente parlare al telefono con la moglie e i suoi figli, mentendo su dove si trova e rassicurandoli che sarebbe tornato presto. Una volta sceso al seminterrato, lei fugge fuori. L'uomo se ne rende conto e si mette all'inseguimento di Jessica, che si ferisce ad un piede; successivamente i due si affrontano presso un fiume, dove lei salta per scappare.
Ferita, bagnata e infreddolita, incontra un cacciatore di nome Robert. Questi la aiuta a raggiungere la sua auto e le offre cibo, acqua e gli scarponi da trekking di sua moglie. Mentre stanno guidando, si fermano dove un albero caduto blocca loro la strada. Quando escono dall'auto, arriva lo stalker e si inventa la storia che Jessica è sua sorella, dopodiché riesce a impadronirsi del fucile da caccia di Robert e lo uccide.
Scesa la notte, Jessica si nasconde in una grotta per ripararsi dalla pioggia, ma l'uomo la vede e le spara alla spalla. Alla donna non resta che nascondersi in un piccolo stagno. L'inseguitore cerca di indurla a uscire allo scoperto ed affrontarlo parlando del suicidio del marito, ma quando lei non esce si arrende e se ne va.
Il giorno dopo, approfittando del momento in cui l'assassino si sta sbarazzando del corpo di Robert, Jessica sale in macchina. Mentre cerca le chiavi per avviarla, trova il cellulare dell'uomo. Accortasi che sta tornando alla macchina Jessica si nasconde nel vano posteriore. Una volta partita l'auto, Jessica chiama il 911, cercando di sussurrare all'operatore quanto le è accaduto. A un tratto l'assassino cerca il suo telefono e non trovandolo ferma la macchina. Sentendo un rumore dal retro della vettura, il guidatore si rende conto che la fuggitiva è lì. Armata di un cric trovato nel bagagliaio, Jessica balza dal sedile posteriore e lo attacca, colpendolo alla testa più volte. Quello rimette in moto l'auto e usa il suo coltello da caccia per attaccare Jessica, ma lei gli strappa via il coltello e lo pugnala al braccio. L'uomo ferito perde il controllo dell'auto che si ribalta.
Stordita, Jessica esce e scorge un elicottero di ricerca e soccorso che la sta cercando. Mentre viene rincorsa in una radura, usa il telefono dell'inseguitore per chiamare la moglie, alla quale rivela, mettendo il cellulare in vivavoce, che sta cercando di ucciderla e ha ucciso Robert. In un'ultima resa dei conti, Jessica, armata di una leva per pneumatici, e l'antagonista, armato di un coltello da caccia, corrono l'uno contro l'altro. Dopo una lotta, Jessica pugnala l'uomo e lo guarda sorridendo mentre muore. Mentre giace esausta, l'elicottero si appresta a scendere.

## Distribuzione
Alone è uscito negli USA il 18 settembre 2020, nelle sale e in video on demand. 

## Accoglienza
Ha incassato 182.473 $ in 173 cinema nel suo primo weekend di uscita. È stato anche il film più noleggiato su Google Play, il quarto su FandangoNOW e il sesto su Apple TV; il terzo fine settimana si è classificato secondo su Google Play, terzo su FandangoNOW, ottavo su Apple TV e decimo su Spectrum Cinema. Secondo il sito Rotten Tomatoes il film ha ottenuto un tasso di gradimento del 90% basato su 62 recensioni, con una valutazione media di 6,9/10. Su Metacritic il film ha ottenuto un punteggio medio di 70% basato su nove critici, il che indica "recensioni generalmente favorevoli".

## Curiosità
L'attrice Jules Willcox si è rotta un piede durante una delle prime scene d'azione del film. Per terminare le riprese è stata necessaria la sua controfigura Michelle Damis. Alcune scene sono state infatti girate mesi dopo, in seguito alla completa guarigione della Willcox.